# Засечный сельсовет (Пензенский район)
Засечный сельсовет — сельское поселение в Пензенском районе Пензенской области Российской Федерации.
Административный центр — село Засечное.

## История
Статус и границы сельского поселения установлены Законом Пензенской области от 2 ноября 2004 года № 690-ЗПО «О границах муниципальных образований Пензенской области».

## Население
| 2002    | 2010    | 2012    | 2013    | 2014    | 2015    | 2016    |
| ------- | ------- | ------- | ------- | ------- | ------- | ------- |
| 5709    | ↗5978   | ↗6314   | ↗7600   | ↗9196   | ↗11 042 | ↗13 119 |
| 2017    | 2018    | 2021    | 2024    | 2025    |         |         |
| ↗15 521 | ↗17 922 | ↗27 932 | ↗30 589 | ↗31 088 |         |         |

## Состав сельского поселения
| № | Населённый пункт | Тип населённого пункта       | Население (чел.) |
| - | ---------------- | ---------------------------- | ---------------- |
| 1 | Бурчиха          | посёлок                      | ↗12              |
| 2 | Возрождение      | посёлок                      | ↘80              |
| 3 | Засечное         | село, административный центр | ↗26 878          |
| 4 | Кичкилейка       | посёлок                      | ↘17              |
| 5 | Лебедёвка        | село                         | ↗875             |
| 6 | Муравьёвка       | посёлок                      | ↗354             |